# Marin Medak
Marin Medak, slovenski pomorski kajakaš, podjetnik * 1987.
Marin je najmlajši kapitan veslaške posadke, ki je prečkala Atlantik in edini Slovenec, ki je opravil to pot.
Marin Medak živi v Ljubljani, študij je dokončal  na Fakulteti za elektrotehniko, smer Kibernetika v medicini, v Ljubljani. Z veslanjem je pričel leta 2009 (ideja o preveslanju Hrvaške obale se je porodila že leta 2008), že 4 mesece kasneje pa se je pričela njegova ekstremna pomorska kajakaška turneja, saj se je odločil, da se poda na veslanje po Dalmatinskih otokih ( Hrvaška ). Podvig se je pričel na otoku Lošinj (Hrvaška) ter končal v mestu Zadar (Hrvaška).
Tak način življenja mu je postal všeč, zato se že leto kasneje (2010) poda na 1400 kilometrov dolgo pot od Savudrije (Hrvaška) do Zakintosa (Grčija).
Vendar ideja o preveslanju širnega sveta ne ponikne, tako se leta 2011 odpravi na odpravo - veslanje okoli Južne Koreje. Tokrat ni bil sam, družbo mu je delal izkušen angleški morski veslač Simon Osborne. S tem podvigom postaneta prva, ki sta preveslala Južno Korejo. V tem letu se Marin odloči tudi za hitrosti podvig z Galom Jakičem (Slovenija) - preveslati Hrvaško obalo v sedmih dneh.
Kasneje malce bolj izkušenejši Marin Medak, želi osvojiti svoje triletne sanje, ki jih je sanjal že od samega začetka - preveslati Atlantski ocean. V začetku leta 2012 so njegove sanje postanejo resničnost, saj se poda na odpravo - Tušmobil Transatlantik2012. Zraven njega sedijo in veslajo Simon Osborne (Anglija), Stephen Bowens (Severna Irska) ter Alastair Humphreys (Anglija). S tem podvigom postane prvi Slovenec in najmlajši vodja odprave, ki je preveslala Atlantik.
Leta 2015 sta skupaj s Huwom Kingstonom (Avstralija), kot prva v moderni zgodovini preveslala vzhodno Sredozemlje. 1900 kilometrov in 49 dni dolgo pot sta začela v Hammametu (Tunizija) in končala v Çeşme (Turčija).

## Dobrodelnost
Marin vesla za sebe in za druge. S svojimi veslaški podvigi je pomagal zbirati donacije za URI Soča.

## Aktivizem
Leta 2016 se je vključil v proteste proti zaračunavanju dostopa do Bohinjskega jezera. Takratni župan občine Bohinj, Franc Kramar, mu je grozil s kazenskim pregonom. Maja 2020 je skupaj z Rokom Rozmanom ter dvema drugima dekletoma protestno sedel pred Ministrstvom za okolje in prostor. Nasprotovali so sprejemanju okolju škodljive spremembe Zakona o varstvu okolja. Policija jih je odnesla v policijski kombi ter odpeljala na policijsko postajo. Maja 2022 se je končal sodni proces v katerem je sodišče odločilo, da je Policija postopala nezakonito. Sodišče je kazni razveljavilo.

#### Športni podvigi:
| Obdobje    | Odprava                                   | Razdalja v km   | Opis |  |
| ---------- | ----------------------------------------- | --------------- | --- |  |
| Julij 2009 | veslanje po Dalmatinskih otokih (Hrvaška) | 700 kilometrov  | Pričetek 13. julij 2009 na otoku Lošinj - veslanje do Dubrovnika - nazaj do Zadra. Cilj doseže 13. avgusta 2009. Čas veslanja: 1 mesec                                                                                       |  |
| 2010       | Savudrija - Zakintos                      | 1400 kilometrov | veslanje do Zakintosa ( mesto Laganas ). Začetek v Savudriji ( Slovenija ), cilj Zakintosu ( Grčija ), ki je oddaljen cca. 1400 kilometrov. Čas veslanja: 1 mesec                                                            |  |
| 2011       | odprava Južna Koreja                      | 1100 kilometrov | Veslanje okoli Južne Koreje. Na pot se odpravi s Simonom Osborneom ( Simon Osborne ). Pot je dolga cca. 1100 km. Čas veslanja: 23 dni                                                                                        |  |
| 2011       | hitrostni rekord čez Hrvaško obalo        |                 | Odpravo sestavlja Marin Medak in Gal Jakič. Pričetek v mestu Prevlak ( Hrvaška ), cilj Slovenija. Čas veslanja: 7 dni. * Podvig se je zaključil predčasno zaradi zdravstvenih težav.                                         |  |
| 2012       | odprava Tušmobil Transatlantik2012        | 4700 kilometrov | Veslanje čez Atlantski ocean iz Kanarskih otokov do Barbadosa. Pot dolga cca. 4700 kilometrov. Odpravo sestavljajo štirje veslači ( Marin Medak, Simon Osborne, Stephen Bowens in Alastair Humphreys ). Čas veslanja: 45 dni |  |
| 2012       | Hidrospeed Soča                           | 160 kilomerov   | Marin je poiskusil z Hidrospeedom premagati Sočo, kar pa je po 46 kilometrih zaradi okvare opreme moral prekiniti. |  |
| 2014       | Preveslati južni mediteran                | 1900 kilometrov | Od Tunizije do Turčije (Hammamet - Malta - Peloponez - Çeşme) |  |
| 2016-      | Male Avanture                             | Različno        | Marin z fotografom raziskuje male kotičke Slovenije, ki jih lahko prehodimo/preveslamo/prekolesarimo/pretečemo/preplezamo v 2-3 dneh.                                                                                        |  |

#### Poslovni podvigi:
| Odobje | Podjetje    | Opis |
| ------ | ----------- | --- |
| 2014   | Oivo        | Oivo je začel na Kickstarter v Septembru 2018. Po zbranih 26.000 EUR v 18 dneh se je ekipa odločila prekiniti zbiranje in prekiniti kampanjo. |
| 2013-  | Hobkey      | S športom povezani obročki za ključe, ki jih je prodal več kot 40.000 po vsem svetu                                                           |
| 2019-  | Della Spina | Prodajalna dioptrijskih očal s preizkusom na domu.                                                                                            |